# Agylla molybdaenalis
Agylla molybdaenalis är en fjärilsart som beskrevs av J. Peter Maassen 1890. Agylla molybdaenalis ingår i släktet Agylla och familjen björnspinnare. Inga underarter finns listade i Catalogue of Life.